# Prays friesei
Prays friesei is een vlinder uit de familie Praydidae. De wetenschappelijke naam van de soort werd in 1992 gepubliceerd door Klimesch.